# Agnew Lake
Agnew Lake är en sjö i Kanada.   Den ligger i distriktet Sudbury och provinsen Ontario, i den sydöstra delen av landet, 500 km väster om huvudstaden Ottawa. Agnew Lake ligger 259 meter över havet. Arean är 29,2 kvadratkilometer. Den sträcker sig 8,9 kilometer i nord-sydlig riktning, och 25,1 kilometer i öst-västlig riktning.
I omgivningarna runt Agnew Lake växer i huvudsak blandskog. Runt Agnew Lake är det mycket glesbefolkat, med 5 invånare per kvadratkilometer.